# Хелениус, Артур (спортсмен)
Артур Хелениус (фин. Arthur Helenius) — финский конькобежец. Участник чемпионата Европы-1898 по конькобежному спорту в Гельсингфорсе (ныне — Хельсинки, Финляндия). Выступал за сборную России. На дистанции 500 метров занял третье место.

## Достижения
| турнир                            | дата                 | город        | 500 м    | 1500 м     | 5000 м     | 10000 м | место     |
| --------------------------------- | -------------------- | ------------ | -------- | ---------- | ---------- | ------- | --------- |
| 6-й чемпионат Европы — многоборье | 19 — 20 февраля 1898 | Гельсингфорс | 51,4 (3) | 2.46,0 (6) | 9.52,6 (6) | -       | без места |